# Єврейський квартал (Львів)
Єврейський квартал — середньовічне єврейське гетто у Львові, що існувало в польський період історії міста.

## Утворення кварталу
Євреї відомі у Львові з 1352 року, коли вони оселилися біля підніжжя гори Високий Замок і утворили передмістя (що в майбутньому розрослося і отримало назву Краківського передмістя). У другій половині XIV століття окрема громада утворилася в самому місті, всередині міських стін. Перша згадка про львівську міську громаду належить до 1387 році.
Міські євреї мали право жити лише в межах свого кварталу. Гетто мало дві основні вулиці: частина сучасних вулиць Івана Федорова і Староєврейської. Зі східного боку його кордоном була стіна міського арсеналу, з південної — міська стіна. Західний кордон утворювався стіною, що захищала квартал від вулиці Шкоцької (нині Сербська). З півночі єврейські будинки прилягали до задніх частин будинків на вулиці Руській. На ніч Єврейська брама закривалася з боку міста і зсередини.

## Життя всередині кварталу

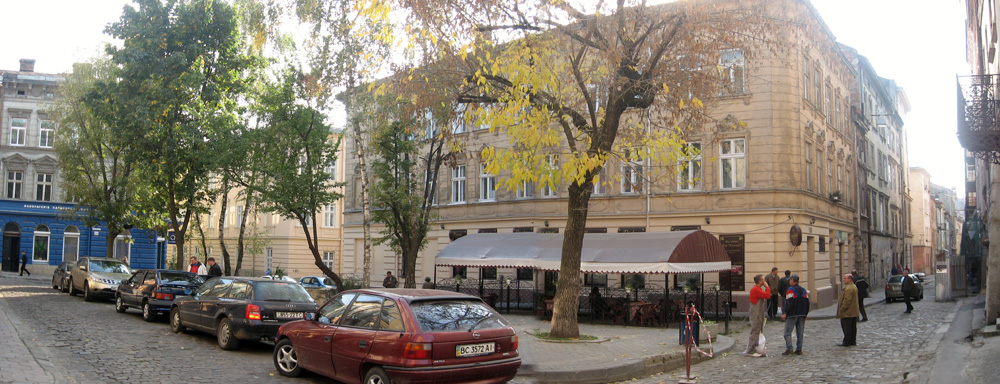
Площа Коліївщини та вулиця Староєврейська

В 1550 році в єврейському кварталі проживало 352 людини, в ній були окрема синагога, інші релігійні і громадські установи. Загальним у міській та передмістній громаді був цвинтар, що вперше згадується в 1441 році.

## Історичні пам'ятки
У єврейському кварталі знаходилися: синагога «Золота Роза», Велика міська синагога та талмудична школа Бейт Гамідраш. На жаль, усі ці споруди було зруйновано під час Другої світової війни, лишилася лише стіна від синагоги «Золота Роза».
Синагогу «Золота Роза» у 1592—1596 рр. побудував італійський архітектор Павло Щасливий за участі Амвросія Прихильного і Адама Покори. Заплатив за будівництво багатий львівський купець, банкір і фінансист та, водночас, голова єврейської міської громади Іцак Нахманович. За легендою, назва «Золота Роза» пов'язана із донькою Іцака Нахмановича, котра, для того, аби отримати дозвіл на спорудження храму, погодилася стати дружиною короля. А після того, як дозвіл було отримано — викинулася з вікна. За іншою версією, «Золота Роза» (або «Турей Загав») була присвятою одному з творів Давида бен Шмуел Га-Леві, одного з найвідоміших рабинів Львова. Він часто молився у цій синагозі."Золота Роза" вважалася однією з найкрасивіших синагог у Європі.
Перша кам'яна споруда Великої міської синагоги була збудована у 1555 році на місці дерев'яної будівлі, відомої з 1320 р., яка загинула від пожежі Львова у 1527 р. У 1797 р. будівлю було розібрано і у 1801 р. — збудовано на її місці просторішу й розкішніше декоровану.
Бейт Гамідраш (івр. будинок мудрості) — приміщення єврейської релігійної школи, яке складалося з бібліотеки талмудичної літератури та навчального залу, а також молитовного залу. Перший Бейт Гамідраш у середньовічному Львові звели у XVII ст. з дерева. Він стояв між міською синагогою і «Золотою Розою». Але за наказом австрійського уряду школу розібрали і вимурували нову неподалік. У 1870 р. Бейт Гамідраш розбудували: добудували великий клас для навчання, а над молитовним залом — ще один ярус.

## Сучасний стан
Зараз ця історична площа перетворилася на «Простір синагог». Майже за два роки вдалося законсервувати вцілілі залишки синагоги «Золота Роза», облаштувати на її території дренажну систему. Автентичний фундамент Бейт Гамідраш очистили від бетону та встелили білим каменем. Також встановлено меморіальну інсталяцію «Увіковічнення» із цитатами мешканців Львова та євреїв, які були пов'язані з містом.